# Akira Yoshino

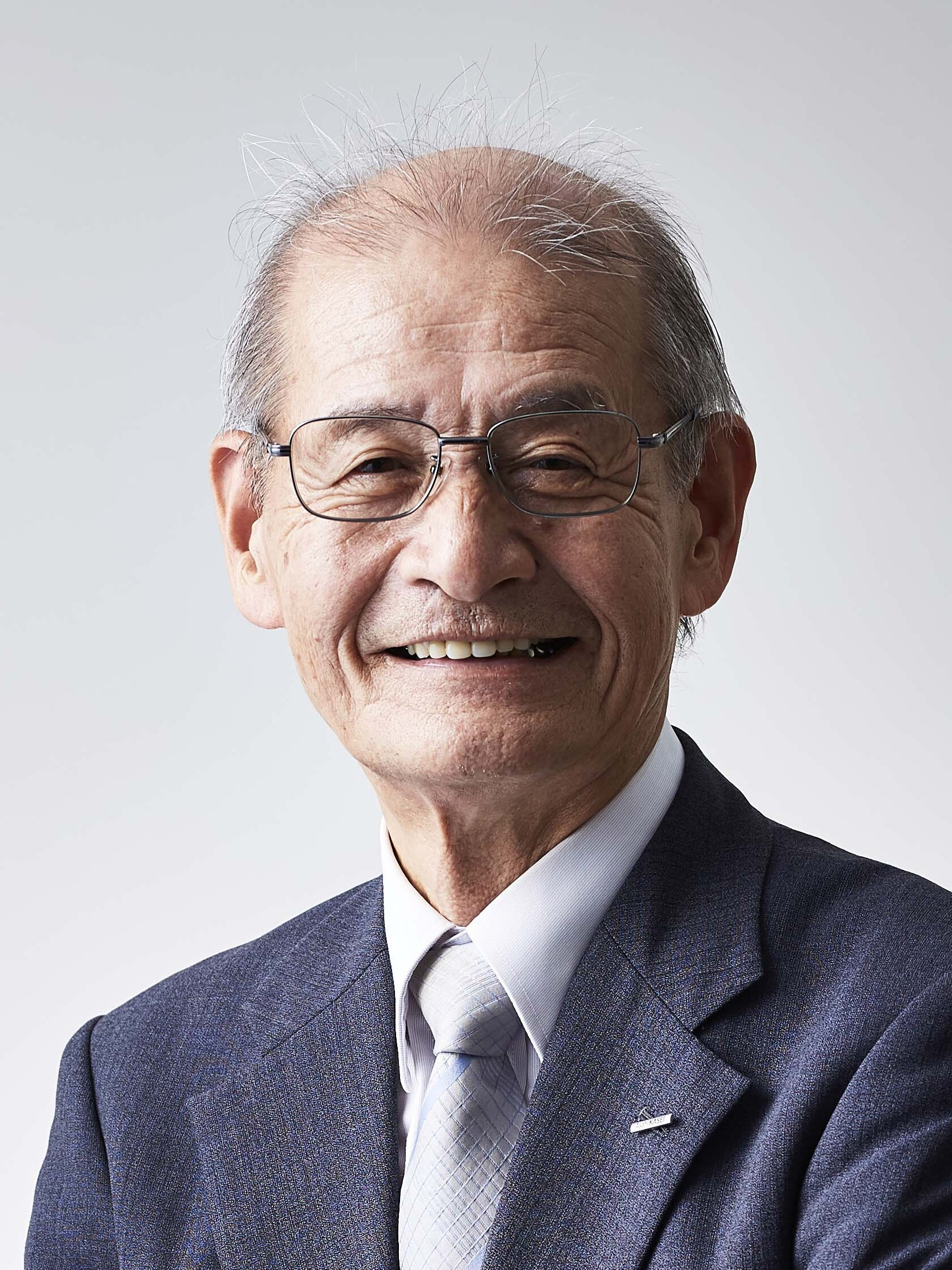
Akira Yoshino

Akira Yoshino (japanisch 吉野 彰 Yoshino Akira; * 30. Januar 1948 in Suita, Präfektur Osaka) ist ein japanischer Ingenieur. Er ist vor allem für die marktreife Entwicklung von Lithium-Ionen-Batterien bekannt. 2019 wurde er mit dem Nobelpreis für Chemie ausgezeichnet.

## Leben
Yoshino erwarb 1970 an der Universität Kyōto einen Bachelor und 1972 einen Master in Ingenieurwissenschaften, 2005 an der Universität Osaka einen Dr.-Ing. Ab 1972 arbeitete er für Asahi Kasei, von 1994 bis 1997 für A&T Battery, ein Gemeinschaftsunternehmen von Asahi Kasei und Toshiba, ab 1997 wieder für Asahi Kasei. Hier ist er (Stand 2018) General Manager des Yoshino-Labors und Präsident des Lithium Ion Battery Technology and Evaluation Center (LIBTEC). Seit 2017 hat Yoshino zusätzlich eine Professur an der Meijō-Universität inne.

## Wirken
Yoshino begann ab 1981 mit der Entwicklung wiederaufladbarer Batterien, zunächst auf der Basis von Lithium-Cobalt(III)-oxid (Lithium-Cobaltdioxid-Akkumulator), einer Entdeckung von John B. Goodenough. 1983 konnte Yoshino einen ersten Prototyp vorlegen, der Polyacetylen als Anode verwendete, ersetzte Polyacetylen aber später durch Kohlenstoff-Verbindungen (Patentierung 1985). Kommerziell erhältlich waren Akkumulatoren dieser Bauart ab 1991 (Sony) beziehungsweise 1992 (A&T Battery). Weitere Verbesserungen, die auf Yoshino zurückgehen, sind der Einsatz von Aluminiumfolien und Separator, die Wicklung als Konstruktionsprinzip sowie verschiedene Sicherheitseinrichtungen und Lademethoden.
Im Jahr 2019 wurde Yoshino für die Entwicklung der Lithium-Ionen-Batterien mit dem Nobelpreis für Chemie ausgezeichnet. Das Nobelpreis-Komitee betonte bei der Verkündung, dass diese die Grundlage für eine drahtlose, nicht auf fossile Treibstoffe angewiesene Gesellschaft gelegt haben. Yoshino reagierte auf die Verleihung mit den Worten: „Der Klimawandel ist eine ernstzunehmende Gefahr. Lithium-Ionen-Akkus können einen Beitrag für eine nachhaltige Zukunft leisten.“ Dabei weist er auf die Bedeutung recyclingfähiger Akkus hin.

## Auszeichnungen (Auswahl)
- Fellow der Chemical Society of Japan
- 2013 Global Energy Prize[4]
- 2014 Charles-Stark-Draper-Preis[5]
- 2018 Japan-Preis[6][7]
- 2019 Europäischer Erfinderpreis
- 2019 Nobelpreis für Chemie
- 2019 Kulturorden